# Davor Domazet-Lošo
Davor Domazet-Lošo (Sinj, 1. svibnja 1948.), hrvatski je pisac i geopolitičar, vojni strateg i admiral u mirovini.

## Životopis
Davor Domazet-Lošo rodio se u Sinju 1948. godine. Završio je sve jugoslavenske vojne škole, uključujući i glavnu, Ratnu školu. Od 1987. do 1990. godine obnašao je dužnost pročelnika za obavještajnu analitiku i prosudbe u zapovjedništvu Vojnopomorske oblasti (ratna mornarica). Nakon karijere u Ratnoj mornarici JNA prebjegao je u nastajuću Hrvatsku vojsku u činu kapetana fregate. Član stožera Zbora narodne garde postao je 3. srpnja 1991. godine. Ubrzo se uključuje u vojne operacije i organizira ustroj vojne obavještajne službe. U OS RH napredovao je od čina kapetana bojnog broda do admirala (2000.). Obnašao je dužnosti načelnika Ureda za strateška istraživanja (1991.), načelnika Obavještajne uprave GS OS RH (1992.), zamjenika načelnika Glavnog stožera i načelnika Glavnog stožera OS RH (1998. – 2000.). Smijenjen je 2000., nakon prosvjedne izjave u kojoj se tadašnji (2005.) predsjednik RH Stjepan Mesić optužuje za sudjelovanje u trivijalizaciji i kriminalizaciji Domovinskoga rata. Nakon toga angažira se u HIP-u.
Davor Domazet-Lošo je sudionik i planer glavnih vojnih operacija OS RH od početaka do svršetka Domovinskog rata. Godine 1992. je, uz Gotovinu, jedan od glavnih zapovjednika Livanjske bojišnice i bojnoga područja koje je obuhvaćalo sjevernu i srednju Dalmaciju, južnu Bosnu i Hercegovinu. Neki od glavnih vojnostrateških uspjeha Domazetovih obuhvaćaju planiranje većih operacija HV, kako u Hrvatskoj, tako u BH (Operacija Bljesak, Operacija Oluja, Operacija Južni potez), a i razbijanje protivničkih obavještajnih struktura, te prodor u protivnički tabor (vjerojatno najspektakularniji je primjer prisluškivanja Miloševića u njegovu beogradskom sjedištu.)
Zbog toga što je bio supotpisnikom Otvorenog pisma dvanaestorice hrvatskih ratnih zapovjednika hrvatskoj javnosti od 28. rujna 2000. godine, ondašnji predsjednik RH Stjepan Mesić ga je prisilno umirovio.
Piše za hrvatske dnevne novine i časopise (Hrvatski tjednik i ini).
2015. godine Predsjednica Republike Hrvatske Kolinda Grabar-Kitarović imenovala ga je članom Vijeća za domovinsku sigurnost Predsjednice Republike Hrvatske.

## Znanstvena djelatnost
Osim brojnih stručnih članaka o ratovodstvu, mornaričkoj i podmorničkoj problematici (koje je počeo objavljivati još dok je bio u JNA), Domazet se istaknuo kao vojni analitičar s težištem interesa na geostrategijskim raščlambama. Tu mu je najvažnije djelo Hrvatska i veliko ratište, Zagreb, 2002.
Domazetove su posljednje knjige Gospodari kaosa, 2005., Klonovi nastupaju, 2007., Hrvatski Domovinski rat 1991.-1995.: strateški pogled, 2010., u kojima se bavi problematikom povijesti i trenutne zbilje uspostave "Novog svjetskog poretka", kao i pogledom na oslobađajući Domovinski rat sa strateškog gledišta i Hrvatskom geostrateškom položaju u Europi.

## Djela
- Hrvatska i veliko ratište (2002.)
- Gospodari kaosa (2005.)
- Klonovi nastupaju (2007.)
- Strategija vučjeg čopora, ili, Tko je Hrvatsku pretvorio u veliko lovište (2008.)
- Hrvatski Domovinski rat 1991.-1995., strateški pogled (2010.)
- Admiralovi zapisi: O pobjedi i ljubavi (2015.)
- Hrvatska geopolitička strategija u 21. stoljeću, ili, „Hrvatsko njihalo” (2016.)
- Admiralovi zapisi 2: Što je istina (2017.)
- Hrvat jest ratnik (2020.)
- Čovjek robotu nalik, ili, Coronavirus – Tragovi zla (2023.)
- Uzvišena civilizacija, ili, Glagoljica – sidro hrvatskog identiteta (2023.)

## Odlikovanja, priznanja i nagrade
- Spomenica domovinskog rata
- Spomenica domovinske zahvalnosti
- Red Ante Starčevića
- Red Nikole Šubića Zrinskog
- Red bana Josipa Jelačića
- Red hrvatskog trolista
- Red hrvatskog pletera

### Medalje
- Ljeto-95
- Bljesak
- Oluja

### Nagrade
- 2004.: nagrada "Bili smo prvi kad je trebalo",[4] za knjigu Hrvatska i veliko ratište
- 2015.: nagrada "Bili smo prvi kad je trebalo", za knjigu Admiralovi zapisi ili O pobjedi i ljubavi

## Vanjske poveznice
- Preoblikovanje JNA u srpsku imperijalnu silu
- Davor Domazet-Lošo: Klonovi nastupaju
- Davor Domazet-Lošo: Svjedočenje u Haagu o naravi rata u RH i BH